# Liste des monuments classés du gouvernorat de Béja
Cette liste des monuments classés du gouvernorat de Béja est une liste des monuments historiques et archéologiques protégés et classés du gouvernorat de Béja, établie par l'Institut national du patrimoine de Tunisie.

## Liste
| Identifiant monument | Site                                | Monument | Adresse | Date de classement | Décret           | Coordonnées                      | Illustration |                       |
| -------------------- | ----------------------------------- | --- | ------- | ------------------ | ---------------- | -------------------------------- | --- | --------------------- |
| 31-1                 | El-Bouira                           | Ruines du temple |         | 8 mai 1895         | 8 mai 1895       | à géolocaliser                   | Image manquante Téléverser | Télécharger une image |
| 31-2                 | Kinfiriah                           | Ruine de Kinfiriah (Brahim Riah) |         | 16 novembre 1928   | 16 novembre 1928 | à géolocaliser                   | Ruine de Kinfiriah (Brahim Riah) | Télécharger une image |
| 31-3                 | Slouguia                            | Mausolée |         | 23 décembre 1891   | 23 décembre 1891 | à géolocaliser                   | Image manquante Téléverser | Télécharger une image |
| 31-4                 | Elkarma                             | Temple romain |         | 23 décembre 1891   | 23 décembre 1891 | à géolocaliser                   | Image manquante Téléverser | Télécharger une image |
| 31-5                 | Kouchbatia                          | Cinq portes |         | 1er mars 1915      | 1er mars 1905    | 36° 29′ 40″ nord, 9° 09′ 16″ est | Cinq portes | Télécharger une image |
| 31-6                 | El Mra el-Mita                      | Porte des Praedia Pullaienorum |         | 3 mars 1915        | 3 mars 1915      | à géolocaliser                   | Image manquante Téléverser | Télécharger une image |
| 31-7                 | Henchir Maatria                     | Restes de la forteresse |         | 23 décembre 1891   | 23 décembre 1891 | 36° 31′ 23″ nord, 9° 14′ 51″ est | Image manquante Téléverser | Télécharger une image |
| 31-8                 | Henchir Maatria                     | Église en forme de trèfle, autrefois pavée de mosaïques |         | 23 décembre 1891   | 23 décembre 1891 | 36° 31′ 24″ nord, 9° 14′ 50″ est | Image manquante Téléverser | Télécharger une image |
| 31-9                 | Henchir Maatria                     | Ruines du temple consacré à Jupiter, Junon et Minerve (notamment les colonnes, fragments d'architecture, le soffite qui porte un olivier entouré de trophées d'armes)                                        |         | 23 décembre 1891   | 23 décembre 1891 | 36° 31′ 23″ nord, 9° 14′ 47″ est | Image manquante Téléverser | Télécharger une image |
| 31-10                | Bir el-Houch                        | Restes du pont sur l'oued |         | 19 mars 1894       | 19 mars 1894     | 36° 28′ 00″ nord, 9° 38′ 25″ est | Image manquante Téléverser | Télécharger une image |
| 31-11                | Bir el-Houch                        | Temple à colonnes corinthiennes |         | 19 mars 1894       | 19 mars 1894     | 36° 28′ 02″ nord, 9° 36′ 36″ est | Image manquante Téléverser | Télécharger une image |
| 31-12                | Toukabeur                           | Porte aux trois monolithes et porte à demi enfouie |         | 19 mars 1894       | 19 mars 1894     | à géolocaliser                   | Image manquante Téléverser | Télécharger une image |
| 31-13                | Toukabeur                           | Ruines romaines dites « le Hammam » |         | 19 mars 1894       | 19 mars 1894     | 36° 42′ 30″ nord, 9° 32′ 49″ est | Image manquante Téléverser | Télécharger une image |
| 31-14                | Toukabeur                           | Dix grandes citernes |         | 19 mars 1894       | 19 mars 1894     | 36° 42′ 30″ nord, 9° 32′ 57″ est | Image manquante Téléverser | Télécharger une image |
| 31-15                | Toukabeur                           | Substructions du mausolée au sud du village |         | 19 mars 1894       | 19 mars 1894     | à géolocaliser                   | Image manquante Téléverser | Télécharger une image |
| 31-16                | Toukabeur                           | Arc triomphal de Sextilius Celsus |         | 19 mars 1894       | 19 mars 1894     | à géolocaliser                   | Arc triomphal de Sextilius Celsus | Télécharger une image |
| 31-17                | Djebel Gorra                        | Dolmens |         | 13 mars 1912       | 13 mars 1912     | 36° 28′ 33″ nord, 9° 09′ 25″ est | Dolmens | Télécharger une image |
| 31-18                | Djebba                              | Aqueduc romain |         | 1er mars 1905      | 1er mars 1905    | à géolocaliser                   | Image manquante Téléverser | Télécharger une image |
| 31-19                | Djebba                              | Grotte des Seba Rgoud |         | 1er mars 1905      | 1er mars 1905    | 36° 28′ 14″ nord, 9° 06′ 10″ est | Grotte des Seba Rgoud | Télécharger une image |
| 31-20                | Dougga                              | Crypte funéraire située au sud-ouest de la basilique chrétienne |         | 3 mars 1915        | 3 mars 1915      | à géolocaliser                   | Crypte funéraire située au sud-ouest de la basilique chrétienne | Télécharger une image |
| 31-21                | Dougga                              | Temple aux six colonnes |         | 8 juin 1891        | 8 juin 1891      | 36° 25′ 22″ nord, 9° 13′ 05″ est | Temple aux six colonnes | Télécharger une image |
| 31-22                | Dougga                              | Monument à trois portes |         | 23 décembre 1891   | 23 décembre 1891 | à géolocaliser                   | Image manquante Téléverser | Télécharger une image |
| 31-23                | Dougga                              | En face de Dougga, sur le coteau, à l'Ouest, les restes d'un monument funéraire à petites niches (columbarium)                                                                                               |         | 23 décembre 1891   | 23 décembre 1891 | à géolocaliser                   | En face de Dougga, sur le coteau, à l'Ouest, les restes d'un monument funéraire à petites niches (columbarium)                                                                                               | Télécharger une image |
| 31-24                | Dougga                              | Aqueduc |         | 8 juin 1891        | 8 juin 1891      | à géolocaliser                   | Aqueduc | Télécharger une image |
| 31-25                | Dougga                              | Fontaine au Sud-Ouest |         | 23 décembre 1891   | 23 décembre 1891 | à géolocaliser                   | Image manquante Téléverser | Télécharger une image |
| 31-26                | Dougga                              | Forum et ses annexes |         | 13 mars 1912       | 13 mars 1912     | à géolocaliser                   | Forum et ses annexes | Télécharger une image |
| 31-27                | Dougga                              | Grande enceinte de basse époque située à 300 mètres au nord du capitole |         | 3 mars 1915        | 3 mars 1915      | à géolocaliser                   | Grande enceinte de basse époque située à 300 mètres au nord du capitole | Télécharger une image |
| 31-28                | Dougga                              | Forteresse romaine |         | 8 juin 1891        | 8 juin 1891      | à géolocaliser                   | Image manquante Téléverser | Télécharger une image |
| 31-29                | Dougga                              | Marché |         | 3 mars 1915        | 3 mars 1915      | 36° 25′ 21″ nord, 9° 13′ 07″ est | Marché | Télécharger une image |
| 31-30                | Dougga                              | Grand mausolée |         | 8 juin 1891        | 8 juin 1891      | 36° 25′ 13″ nord, 9° 13′ 13″ est | Grand mausolée | Télécharger une image |
| 31-31                | Dougga                              | Restes des mégalithes voisins |         | 23 décembre 1891   | 23 décembre 1891 | à géolocaliser                   | Image manquante Téléverser | Télécharger une image |
| 31-32                | Dougga                              | Maisons situées à l'ouest et au sud du marché |         | 25 janvier 1922    | 25 janvier 1922  | à géolocaliser                   | Maisons situées à l'ouest et au sud du marché | Télécharger une image |
| 31-33                | Dougga                              | Maisons romaines situées entre le forum et Dar-el-Acheb |         | 3 mars 1915        | 3 mars 1915      | à géolocaliser                   | Maisons romaines situées entre le forum et Dar-el-Acheb | Télécharger une image |
| 31-34                | Dougga                              | Théâtre |         | 8 juin 1891        | 8 juin 1891      | 36° 25′ 26″ nord, 9° 13′ 13″ est | Théâtre | Télécharger une image |
| 31-35                | Dougga                              | Temple situé au sud de la mosquée |         | 25 janvier 1922    | 25 janvier 1922  | à géolocaliser                   | Temple situé au sud de la mosquée | Télécharger une image |
| 31-36                | Dougga                              | Exedra Junonis Reginae et ses dépendances |         | 13 mars 1912       | 13 mars 1912     | à géolocaliser                   | Exedra Junonis Reginae et ses dépendances | Télécharger une image |
| 31-37                | Dougga                              | Exèdre en face du capitole |         | 13 mars 1912       | 13 mars 1912     | à géolocaliser                   | Exèdre en face du capitole | Télécharger une image |
| 31-38                | Dougga                              | Thermes des Cyclopes |         | 13 mars 1912       | 13 mars 1912     | 36° 25′ 18″ nord, 9° 13′ 13″ est | Thermes des Cyclopes | Télécharger une image |
| 31-39                | Dougga                              | Thermes d'Aïn Doura |         | 13 mars 1912       | 13 mars 1912     | à géolocaliser                   | Thermes d'Aïn Doura | Télécharger une image |
| 31-40                | Dougga                              | Thermes de Gallien, situées à l'ouest des Temples Concordiae |         | 16 novembre 1928   | 16 novembre 1928 | 36° 25′ 19″ nord, 9° 13′ 08″ est | Thermes de Gallien, situées à l'ouest des Temples Concordiae | Télécharger une image |
| 31-41                | Dougga                              | Restes d'un édifice romain dans le Dar Sidi Salah ben Lecheb |         | 23 décembre 1891   | 23 décembre 1891 | 36° 25′ 19″ nord, 9° 13′ 04″ est | Restes d'un édifice romain dans le Dar Sidi Salah ben Lecheb | Télécharger une image |
| 31-42                | Dougga                              | Maison des oiseaux |         | 16 novembre 1928   | 16 novembre 1928 | à géolocaliser                   | Maison des oiseaux | Télécharger une image |
| 31-43                | Dougga                              | Villa des saisons et sanctuaire voisin situé au nord-ouest de l'arc de Septime Sévère |         | 3 mars 1915        | 3 mars 1915      | 36° 25′ 20″ nord, 9° 13′ 14″ est | Image manquante Téléverser | Télécharger une image |
| 31-44                | Dougga                              | Place de la Rose des Vents |         | 3 mars 1915        | 3 mars 1915      | 36° 25′ 22″ nord, 9° 13′ 06″ est | Place de la Rose des Vents | Télécharger une image |
| 31-45                | Dougga                              | Citernes situées au nord des thermes |         | 3 mars 1915        | 3 mars 1915      | 36° 25′ 24″ nord, 9° 12′ 59″ est | Citernes situées au nord des thermes | Télécharger une image |
| 31-46                | Dougga                              | Deux principaux groupes de citernes, près du cirque et de Bab-er-Roumi |         | 23 décembre 1891   | 23 décembre 1891 | 36° 25′ 30″ nord, 9° 13′ 02″ est | Deux principaux groupes de citernes, près du cirque et de Bab-er-Roumi | Télécharger une image |
| 31-47                | Dougga                              | Citernes situées au sud-ouest du Dar-el-Acheb |         | 13 mars 1912       | 13 mars 1912     | 36° 25′ 17″ nord, 9° 13′ 01″ est | Citernes situées au sud-ouest du Dar-el-Acheb | Télécharger une image |
| 31-48                | Dougga                              | Exèdre Yunyus Regalus |         | 3 mars 1915        | 3 mars 1915      | à géolocaliser                   | Image manquante Téléverser | Télécharger une image |
| 31-49                | Dougga                              | Montants de la porte de l'Est, dont l'arc est écroulé, au bas du village, à 200 m. environ du grand mausolée                                                                                                 |         | 23 décembre 1891   | 23 décembre 1891 | 36° 25′ 19″ nord, 9° 13′ 17″ est | Montants de la porte de l'Est, dont l'arc est écroulé, au bas du village, à 200 m. environ du grand mausolée                                                                                                 | Télécharger une image |
| 31-50                | Dougga                              | Arc de triomphe |         | 8 juin 1891        | 8 juin 1891      | 36° 25′ 24″ nord, 9° 13′ 01″ est | Arc de triomphe | Télécharger une image |
| 31-51                | Dougga                              | Basilique chrétienne |         | 13 mars 1912       | 13 mars 1912     | à géolocaliser                   | Basilique chrétienne | Télécharger une image |
| 31-52                | Dougga                              | Temple de la Piété Auguste |         | 13 mars 1912       | 13 mars 1912     | 36° 25′ 22″ nord, 9° 13′ 07″ est | Temple de la Piété Auguste | Télécharger une image |
| 31-53                | Dougga                              | Temple de Pluton |         | 13 mars 1912       | 13 mars 1912     | 36° 25′ 20″ nord, 9° 13′ 14″ est | Temple de Pluton | Télécharger une image |
| 31-54                | Dougga                              | Temple de Tellus |         | 3 mars 1915        | 3 mars 1915      | 36° 25′ 20″ nord, 9° 13′ 06″ est | Temple de Tellus | Télécharger une image |
| 31-55                | Dougga                              | Ruines du temple de Saturne, consacré en 195 pour le salut de Septime Sévère, Albir et Julia Domna sur la colline du Nord (colonnes, inscriptions, revêtements en plâtre orné)                               |         | 23 décembre 1891   | 23 décembre 1891 | 36° 25′ 32″ nord, 9° 13′ 14″ est | Ruines du temple de Saturne, consacré en 195 pour le salut de Septime Sévère, Albir et Julia Domna sur la colline du Nord (colonnes, inscriptions, revêtements en plâtre orné)                               | Télécharger une image |
| 31-56                | Dougga                              | Temple de Mercure |         | 13 mars 1912       | 13 mars 1912     | 36° 25′ 23″ nord, 9° 13′ 06″ est | Temple de Mercure | Télécharger une image |
| 31-57                | Dougga                              | Temple de Caelestis |         | 13 mars 1912       | 13 mars 1912     | 36° 25′ 22″ nord, 9° 12′ 57″ est | Temple de Caelestis | Télécharger une image |
| 31-58                | Dougga                              | Amphithéâtre situé au nord-est de l'arc de Sévère Alexandre |         | 3 mars 1915        | 3 mars 1915      | à géolocaliser                   | Image manquante Téléverser | Télécharger une image |
| 31-59                | Dougga                              | Cirque présumé, sur la colline du Nord (vestiges de constructions demi-circulaires et restes des mégalilthes voisins)                                                                                        |         | 23 décembre 1891   | 23 décembre 1891 | 36° 25′ 36″ nord, 9° 12′ 55″ est | Image manquante Téléverser | Télécharger une image |
| 31-60                | Dougga                              | Villa du trifolium et constructions voisines |         | 13 mars 1912       | 13 mars 1912     | 36° 25′ 18″ nord, 9° 13′ 12″ est | Villa du trifolium et constructions voisines | Télécharger une image |
| 31-61                | Sidi Ali Ben Ahmed (Djebel Heidous) | Fort byzantin |         | 13 mars 1912       | 13 mars 1912     | à géolocaliser                   | Image manquante Téléverser | Télécharger une image |
| 31-62                | Sidi Medien                         | Citernes |         | 19 mars 1894       | 19 mars 1894     | à géolocaliser                   | Image manquante Téléverser | Télécharger une image |
| 31-63                | Sidi Medien                         | Grand monument sur la rive gauche de l'Oued Hamar |         | 19 mars 1894       | 19 mars 1894     | à géolocaliser                   | Image manquante Téléverser | Télécharger une image |
| 31-64                | Sidi Medien                         | Édifice à piliers |         | 19 mars 1894       | 19 mars 1894     | à géolocaliser                   | Image manquante Téléverser | Télécharger une image |
| 31-65                | Choud El Batel                      | Amphithéâtre archéologique |         | 19 mars 1894       | 19 mars 1894     | à géolocaliser                   | Image manquante Téléverser | Télécharger une image |
| 31-66                | Chaouach                            | Restes de l'enceinte byzantine |         | 13 mars 1912       | 13 mars 1912     | à géolocaliser                   | Restes de l'enceinte byzantine | Télécharger une image |
| 31-67                | Chaouach                            | Grande citerne rectangulaire |         | 13 mars 1912       | 13 mars 1912     | à géolocaliser                   | Grande citerne rectangulaire | Télécharger une image |
| 31-68                | Aïn El Borj                         | Tombe romaine |         | 13 mars 1912       | 13 mars 1912     | à géolocaliser                   | Image manquante Téléverser | Télécharger une image |
| 31-69                | Aïn Trab                            | Tombe romaine |         | 16 novembre 1928   | 16 novembre 1928 | à géolocaliser                   | Tombe romaine | Télécharger une image |
| 31-70                | Aïn Ksar                            | Édifice archéologique rectangulaire |         | 13 mars 1912       | 13 mars 1912     | à géolocaliser                   | Image manquante Téléverser | Télécharger une image |
| 31-71                | Aïn Babouch                         | Pont romain |         | 13 mars 1912       | 13 mars 1912     | à géolocaliser                   | Image manquante Téléverser | Télécharger une image |
| 31-72                | Aïn Tounga                          | Citadelle construite sous Justinien, et ses tours |         | 23 décembre 1891   | 23 décembre 1891 | 36° 31′ 26″ nord, 9° 21′ 35″ est | Citadelle construite sous Justinien, et ses tours | Télécharger une image |
| 31-73                | Aïn Tounga                          | Église au sud du monument demi-circulaire |         | 23 décembre 1891   | 23 décembre 1891 | 36° 31′ 21″ nord, 9° 21′ 40″ est | Église au sud du monument demi-circulaire | Télécharger une image |
| 31-74                | Aïn Tounga                          | Édifice demi-circulaire dont il subsiste un mur extérieur assez élevé ainsi que le soubassement d'un édifice rectangulaire                                                                                   |         | 23 décembre 1891   | 23 décembre 1891 | 36° 31′ 22″ nord, 9° 21′ 45″ est | Édifice demi-circulaire dont il subsiste un mur extérieur assez élevé ainsi que le soubassement d'un édifice rectangulaire                                                                                   | Télécharger une image |
| 31-75                | Aïn Tounga                          | Grand temple, dans le haut de la ville (peut-être un temple de Mercure construit en 169) |         | 23 décembre 1891   | 23 décembre 1891 | 36° 31′ 26″ nord, 9° 21′ 46″ est | Grand temple, dans le haut de la ville (peut-être un temple de Mercure construit en 169) | Télécharger une image |
| 31-76                | Aïn Tounga                          | Petit temple près de la forteresse |         | 19 mars 1894       | 19 mars 1894     | à géolocaliser                   | Petit temple près de la forteresse | Télécharger une image |
| 31-77                | Aïn Tounga                          | Citernes à l'Ouest de la basilique |         | 19 mars 1894       | 19 mars 1894     | à géolocaliser                   | Citernes à l'Ouest de la basilique | Télécharger une image |
| 31-78                | Aïn Tounga                          | Arc monumental qui a encore sa voûte, entre les temples |         | 23 décembre 1891   | 23 décembre 1891 | 36° 31′ 25″ nord, 9° 21′ 41″ est | Arc monumental qui a encore sa voûte, entre les temples | Télécharger une image |
| 31-79                | Aïn Hedja                           | Château romain (fondouk) |         | 8 juin 1891        | 8 juin 1891      | à géolocaliser                   | Château romain (fondouk) | Télécharger une image |
| 31-80                | Aïn Menzel                          | Vestiges voisins de l'arc de triomphe |         | 8 juin 1891        | 8 juin 1891      | à géolocaliser                   | Image manquante Téléverser | Télécharger une image |
| 31-81                | Aïn Menzel                          | Château d'eau |         | 19 mars 1894       | 19 mars 1894     | à géolocaliser                   | Image manquante Téléverser | Télécharger une image |
| 31-82                | Aïn Menzel                          | Arc triomphal |         | 19 mars 1894       | 19 mars 1894     | à géolocaliser                   | Image manquante Téléverser | Télécharger une image |
| 31-83                | Aïn Younes                          | Pont romain |         | 19 mars 1894       | 19 mars 1894     | à géolocaliser                   | Image manquante Téléverser | Télécharger une image |
| 31-84                | Rhiria                              | Quatre citernes |         | 23 décembre 1891   | 23 décembre 1891 | à géolocaliser                   | Image manquante Téléverser | Télécharger une image |
| 31-85                | Rhiria                              | Grande église |         | 23 décembre 1891   | 23 décembre 1891 | à géolocaliser                   | Image manquante Téléverser | Télécharger une image |
| 31-86                | Rhiria                              | Restes du mur en grand appareil |         | 23 décembre 1891   | 23 décembre 1891 | à géolocaliser                   | Image manquante Téléverser | Télécharger une image |
| 31-87                | Fedj Yedour                         | Porte monumentale dégagée actuellement, à pilastres corinthiens (El Gouss Oulad Khelef) |         | 23 décembre 1891   | 23 décembre 1891 | à géolocaliser                   | Image manquante Téléverser | Télécharger une image |
| 31-88                | Fedj Yedour                         | Arc d'une porte monumentale qui est actuellemente enterrée sous un fourré de cactus et n'a pas été dégagée comme la porte extérieurement classée                                                             |         | 24 mars 1892       | 24 mars 1892     | à géolocaliser                   | Image manquante Téléverser | Télécharger une image |
| 31-89                | Krich el-Oued                       | Ruines du pont sur l'Oued Hamar |         | 19 mars 1894       | 19 mars 1894     | à géolocaliser                   | Image manquante Téléverser | Télécharger une image |
| 31-90                | Krich el-Oued                       | Escalier et porte près de la mosquée |         | 19 mars 1894       | 19 mars 1894     | à géolocaliser                   | Image manquante Téléverser | Télécharger une image |
| 31-91                | Ksar el-Hadid                       | Fontaine monumentale aux quatre arcades |         | 24 mars 1892       | 24 mars 1892     | à géolocaliser                   | Image manquante Téléverser | Télécharger une image |
| 31-92                | Ksar Ben Telaa                      | Construction rectangulaire de Ksar ben Telaa |         | 16 novembre 1928   | 16 novembre 1928 | à géolocaliser                   | Image manquante Téléverser | Télécharger une image |
| 31-93                | Ksar Zaga                           | Fortin byzantin |         | 24 mars 1892       | 24 mars 1892     | 36° 53′ 13″ nord, 8° 59′ 58″ est | Fortin byzantin | Télécharger une image |
| 31-94                | Ksar Zaga                           | Chambres funéraires creusées à même le rocher |         | 24 mars 1892       | 24 mars 1892     | à géolocaliser                   | Chambres funéraires creusées à même le rocher | Télécharger une image |
| 31-95                | Béja-Gare                           | Pont romain sur l'Oued Béja, communément dit pont de Tibère, construit en 29 après Jésus-Christ par le proconsul C. Vibius Marsus, et refait en 76 par le légat propréteur de la 3e Légion Q. Egnatius Catus |         | 24 mars 1892       | 24 mars 1892     | à géolocaliser                   | Pont romain sur l'Oued Béja, communément dit pont de Tibère, construit en 29 après Jésus-Christ par le proconsul C. Vibius Marsus, et refait en 76 par le légat propréteur de la 3e Légion Q. Egnatius Catus | Télécharger une image |
| 31-96                | Béja                                | Porte romaine à trois baies |         | 3 mars 1915        | 3 mars 1915      | à géolocaliser                   | Porte romaine à trois baies | Télécharger une image |
| 31-98                | Béja                                | Murailles et tours de l'enceinte byzantine, construite sous Justinien par le Comte Paulus et refaite postérieurement                                                                                         |         | 24 mars 1892       | 24 mars 1892     | à géolocaliser                   | Murailles et tours de l'enceinte byzantine, construite sous Justinien par le Comte Paulus et refaite postérieurement                                                                                         | Télécharger une image |
| 31-99                | Béja                                | Piscine (ou thermes) aux deux rangs d'arcades superposées, appelée par les Arabes Aïn-el-Djehela |         | 24 mars 1892       | 24 mars 1892     | à géolocaliser                   | Image manquante Téléverser | Télécharger une image |
| 31-100               | Béja                                | Siège actuel de la municipalité de Béja |         | 15 janvier 2001    | 15 janvier 2001  | 36° 43′ 23″ nord, 9° 11′ 12″ est | Siège actuel de la municipalité de Béja | Télécharger une image |
| 31-101               | Béja                                | Fontaine et bassin dit du Sahab-Et-Taba |         | 3 mars 1915        | 3 mars 1915      | à géolocaliser                   | Fontaine et bassin dit du Sahab-Et-Taba | Télécharger une image |
| 31-102               | Béja                                | Porte voisine de Aïn-el-Djehela, à savoir la porte au linteau monolithe et la grand porte à deux arcades superposées                                                                                         |         | 24 mars 1892       | 24 mars 1892     | à géolocaliser                   | Image manquante Téléverser | Télécharger une image |
| 31-103               | Téboursouk                          | Forteresse romaine et sa porte |         | 8 juin 1891        | 8 juin 1891      | à géolocaliser                   | Forteresse romaine et sa porte | Télécharger une image |
| 31-104               | Téboursouk                          | Fontaine antique, sa voûte et son bassin |         | 8 juin 1891        | 8 juin 1891      | à géolocaliser                   | Fontaine antique, sa voûte et son bassin | Télécharger une image |
| 31-105               | Testour                             | Grande mosquée |         | 3 mars 1915        | 3 mars 1915      | 36° 33′ 14″ nord, 9° 26′ 49″ est | Grande mosquée | Télécharger une image |
| 31-106               | Testour                             | Zaouïa de Sidi Naceur |         | 3 mars 1915        | 3 mars 1915      | à géolocaliser                   | Zaouïa de Sidi Naceur | Télécharger une image |
| 31-107               | Testour                             | Mesjed de Bab-Teboursouk |         | 3 mars 1915        | 3 mars 1915      | 36° 33′ 04″ nord, 9° 26′ 18″ est | Image manquante Téléverser | Télécharger une image |
| 31-108               | Medjez el-Bab                       | Mosquée |         | 3 mars 1915        | 3 mars 1915      | 36° 38′ 59″ nord, 9° 36′ 42″ est | Mosquée | Télécharger une image |
| 31-109               | Medjez el-Bab                       | Pont sur la Medjerda |         | 3 mai 1920         | 3 mai 1920       | 36° 38′ 56″ nord, 9° 36′ 22″ est | Pont sur la Medjerda | Télécharger une image |
| 31-110               | Henchir Damous                      | Grandes citernes de l'enchir Damous, voisines de l'oued Guettousia, à 5 km. à l'Ouest de Dougga |         | 16 novembre 1928   | 16 novembre 1928 | à géolocaliser                   | Grandes citernes de l'enchir Damous, voisines de l'oued Guettousia, à 5 km. à l'Ouest de Dougga | Télécharger une image |
| 31-111               | Henchir Dourat                      | Mausolée punique |         | 12 mai 1901        | 12 mai 1901      | à géolocaliser                   | Image manquante Téléverser | Télécharger une image |
| 31-112               | Henchir Smada                       | Petite église |         | 23 décembre 1891   | 23 décembre 1891 | à géolocaliser                   | Image manquante Téléverser | Télécharger une image |
| 31-113               | Henchir Smada                       | Baptistère |         | 23 décembre 1891   | 23 décembre 1891 | à géolocaliser                   | Image manquante Téléverser | Télécharger une image |
| 31-114               | Henchir Chett                       | Maison romaine |         | 13 mars 1912       | 13 mars 1912     | à géolocaliser                   | Image manquante Téléverser | Télécharger une image |
| 31-115               | Henchir Skhira                      | Bassins et fontaine |         | 19 mars 1894       | 19 mars 1894     | à géolocaliser                   | Image manquante Téléverser | Télécharger une image |
| 31-116               | Henchir Gattoussia                  | Citernes |         | 13 mars 1912       | 13 mars 1912     | à géolocaliser                   | Image manquante Téléverser | Télécharger une image |
| 31-117               | Henchir Debbik                      | Substructions du grand monument à piliers |         | 13 mars 1912       | 13 mars 1912     | à géolocaliser                   | Image manquante Téléverser | Télécharger une image |
| 31-118               | Henchir Debbik                      | Citernes |         | 13 mars 1912       | 13 mars 1912     | à géolocaliser                   | Image manquante Téléverser | Télécharger une image |
| 31-119               | Henchir Debbik                      | Substructions du grand temple |         | 13 mars 1912       | 13 mars 1912     | à géolocaliser                   | Image manquante Téléverser | Télécharger une image |
| 31-120               | Henchir Awliyâ                      | Tombe romaine |         | 13 mars 1912       | 13 mars 1912     | à géolocaliser                   | Image manquante Téléverser | Télécharger une image |
| 31-121               | Henchir Messaour                    | Fortin |         | 19 mars 1894       | 19 mars 1894     | à géolocaliser                   | Image manquante Téléverser | Télécharger une image |
| 31-122               | Henchir Messaour                    | Mausolée |         | 19 mars 1894       | 19 mars 1894     | à géolocaliser                   | Image manquante Téléverser | Télécharger une image |
| 31-123               | Slouguia                            | Grande Mosquée de Slouguia |         | 21 janvier 2021    | 21 janvier 2021  | à géolocaliser                   | Image manquante Téléverser | Télécharger une image |
| 31-124               | Testour                             | Masjed Ibn El Amira |         | 21 janvier 2021    | 21 janvier 2021  | à géolocaliser                   | Masjed Ibn El Amira | Télécharger une image |
| 31-125               | Testour                             | Masjed Sghair Essay |         | 21 janvier 2021    | 21 janvier 2021  | à géolocaliser                   | Masjed Sghair Essay | Télécharger une image |
| 31-126               | Testour                             | Mosquée Dermoul |         | 21 janvier 2021    | 21 janvier 2021  | à géolocaliser                   | Mosquée Dermoul | Télécharger une image |
| 31-127               | Téboursouk                          | Musée du mouvement national situé dans l'ancienne caserne de Téboursouk |         | 15 mars 2022       | 15 mars 2022     | 36° 27′ 32″ nord, 9° 14′ 37″ est | Musée du mouvement national situé dans l'ancienne caserne de Téboursouk | Télécharger une image |
| 31-128               | Djebba                              | Abri du Djebal Gorâa |         | 26 décembre 2022   | 26 décembre 2022 | à géolocaliser                   | Image manquante Téléverser | Télécharger une image |
| 31-129               | Ouled Kacem                         | Fort romain « El-Ksar » |         | 26 décembre 2022   | 26 décembre 2022 | à géolocaliser                   | Image manquante Téléverser | Télécharger une image |
| 31-130               | Henchir Maatria                     | Thermes romains |         | 26 décembre 2022   | 26 décembre 2022 | à géolocaliser                   | Image manquante Téléverser | Télécharger une image |
| 31-131               | Dougga                              | Nécropole mégalithique de Guaren El Kabech |         | 26 décembre 2022   | 26 décembre 2022 | à géolocaliser                   | Image manquante Téléverser | Télécharger une image |
| 31-132               | Medjez el-Bab                       | Monuments funéraires protohistoriques de Chouach, avec une zone de protection de 500 m |         | 22 janvier 2024    | 22 janvier 2024  | à géolocaliser                   | Image manquante Téléverser | Télécharger une image |
| 31-133               | Béja                                | Église Notre-Dame du Rosaire |         | 22 janvier 2024    | 22 janvier 2024  | 36° 43′ 26″ nord, 9° 11′ 06″ est | Église Notre-Dame du Rosaire | Télécharger une image |
| 31-134               | Béja Nord                           | Pont de l'oued Béja sur la route nationale n°6 |         | 22 janvier 2024    | 22 janvier 2024  | à géolocaliser                   | Image manquante Téléverser | Télécharger une image |